# Sopron
Sopron (pronunție în maghiară [ˈʃopron]; în germană Ödenburg) este un oraș în județul Győr-Moson-Sopron, Ungaria și este unul dintre cele 23 orașe cu statut de comitat ale țării. Se află la o altitudine de 217 m deasupra nivelului mării. Are o suprafață de 169,01 km². Populația este de 61.589 locuitori, determinată în 1 ianuarie 2024, prin actualizare statistică[*], pe criteriul de populație rezidentă (Ungaria)[*].
Orașul are o puternică minoritate germană și este, în mod oficial, bilingv.

## Istoric

### Până în secolul al XV-lea

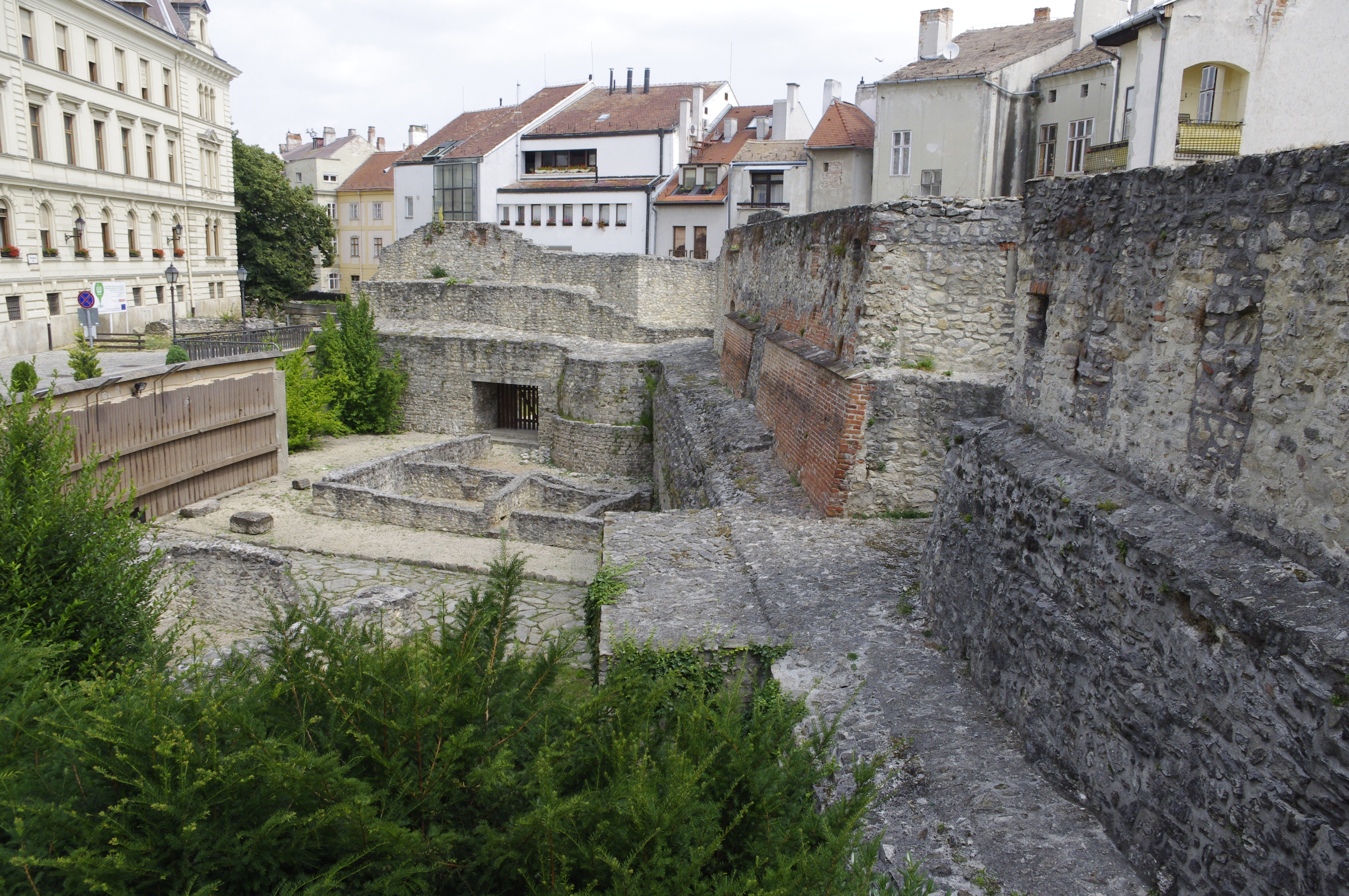
Vestigii ale oraşului roman Scarbantia între spatele Primăriei şi vechiul zid de incintă.

Situl a fost locuit din vechime. Regiunea a fost provincie romană, iar orașul se numea Scarbantia. Forul orașului se afla acolo unde se găsește acum piața principală din Sopron.
În timpul marilor invazii, Scarbantia a fost abandonat, iar când maghiarii s-au instalat, nu au găsit aici decât ruine. Din secolul al IX-lea până în secolul al XI-lea, maghiarii au restaurat vechile ziduri romane și au construit o fortăreață. Orașul și-a luat numele actual în acea epocă, de la un castelan numit Suprun. În 1153 orașul era menționat ca fiind important.
În 1273 Ottokar al II-lea, rege al Boemiei, a ocupat fortăreața, dar, deși a luat cu el ostatici copii ai familiilor nobile din Sopron, orașul a deschis porțile armatelor lui Ladislau al IV-lea la sosirea acestora. Regele a recompensat orașul ridicându-l la rangul de oraș liber regesc.

### Primul asediu turcesc
În timpul ocupației otomane a Ungariei, otomanii au ajuns la oraș în 1529, însă nu l-au ocupat.
Multă lume din regiunea ocupată și-a găsit refugiul la Sopron, fapt ce i-a crescut importanța.
Poporul din Sopron nu a sprijinit revolta lui Francisc Rákóczi al II-lea împotriva habsburgilor și din acest motiv, trupele lui Ștefan Bocskai au ajuns în oraș. 
În anii următori locuitorii au întărit castelul și zidurile orașului.
În 1676 Sopron a fost mistuit de un incendiu.
Orașul de astăzi s-a născut în anii următori, când au fost construite palate baroce care au înlocuit vechile edificii medievale. 
 Sopron a devenit sediu al comitatului Sopron.

### Al doilea asediu turcesc
În anul 1683, în timpul celui de-al doilea asediu otoman al orașului Viena, locuitorii orașului Sopron, denumit Ödenburg, s-au predat forțelor militare ale marelui vizir  Kara Mustafa și, pentru că au fost cruțați, au trebuit să plătească impozite considerabile.
După victoria trupelor imperiale austriece asupra trupelor otomane, locuitorii din Sopron au oferit omagii împăratului de la Viena și au primit iertare de la acesta. Astfel Sopron nu a fost pedepsit pentru colaborare cu otomanii.

### După Primul Război Mondial
După Primul Război Mondial urma să devină capitala provinciei austriece Burgenland. Guvernul Ungariei a obținut o înțelegere în urma căreia a fost organizată o consultare populară pentru stabilirea statului căruia să-i aparțină regiunea Sopron. Referendumul a avut loc în decembrie 1921. Cetățenii au avut de ales între Austria și Ungaria. 65,2 % din votanți au optat pentru Ungaria.

## Demografie
Componența etnică a municipiului Sopron
     Maghiari (91,01%)
     Germani (6,1%)
     Necunoscut (0,78%)
     Alții (2,11%)
Componența confesională a municipiului Sopron
     Romano-catolici (52,18%)
     Fără religie (12,46%)
     Luterani (5,75%)
     Reformați (3,32%)
     Atei (1,63%)
     Necunoscută (24,18%)
     Alte religii (1,82%)
Conform recensământului din 2011, orașul Sopron avea 55.594 de locuitori. Din punct de vedere etnic, majoritatea locuitorilor (91,01%) erau maghiari, cu o minoritate de germani (6,1%). Apartenența etnică nu este cunoscută în cazul a 0,78% din locuitori.  Din punct de vedere confesional, majoritatea locuitorilor (52,18%) erau romano-catolici, existând și minorități de persoane fără religie (12,46%), luterani (5,75%), reformați (3,32%) și atei (1,63%). Pentru 24,18% din locuitori nu este cunoscută apartenența confesională.

## Puncte de interes
- Biserica Caprei

## Personalități legate de oraș
- Franz Liszt (Liszt Ferenc în maghiară) (1811-1886), celebrul compozitor și pianist a dat primul său concert la Sopron. Palatul Congreselor și Culturii din oraș îi poartă numele.
- Pál Kitaibel, botanist, chimist și medic maghiar, a frecventat gimnaziul la Sopron.

### Născuți la Sopron
- Rudolf Negely (1883 - 1950), pictor maghiar;
- Margaret Mahler (1897 - 1985), psihanalist și psihoterapeută;
- Bertalan Andrásfalvy (n. 1931), scriitor, politician;
- Tímea Babos (n. 1993), jucătoare de tenis.